# پتروفسک، اوبلاست ساراتوف
شهر پتروفسک، اوبلاست ساراتوف (به روسی: Петровск) در کشور روسیه و در اوبلاست ساراتوف واقع شده‌است.